# Honda S800
Honda S800 – samochód sportowy produkowany przez japońskiego producenta samochodów Honda. Pokazany po raz pierwszy w 1965 roku na Tokyo Motor Show. Zastąpił model S600 jako wizytówka firmy.
Podobnie jak S600, był dostępny w wersji coupe lub kabriolet. Silnik rzędowy 4 cylindrowy o pojemności 791 cm³ produkował 67 KM (49 kW) mocy przy 7570 obr/min. Prędkość maksymalna wynosiła 158 km/h, przy spalaniu na poziomie 6,7 l/100 km.

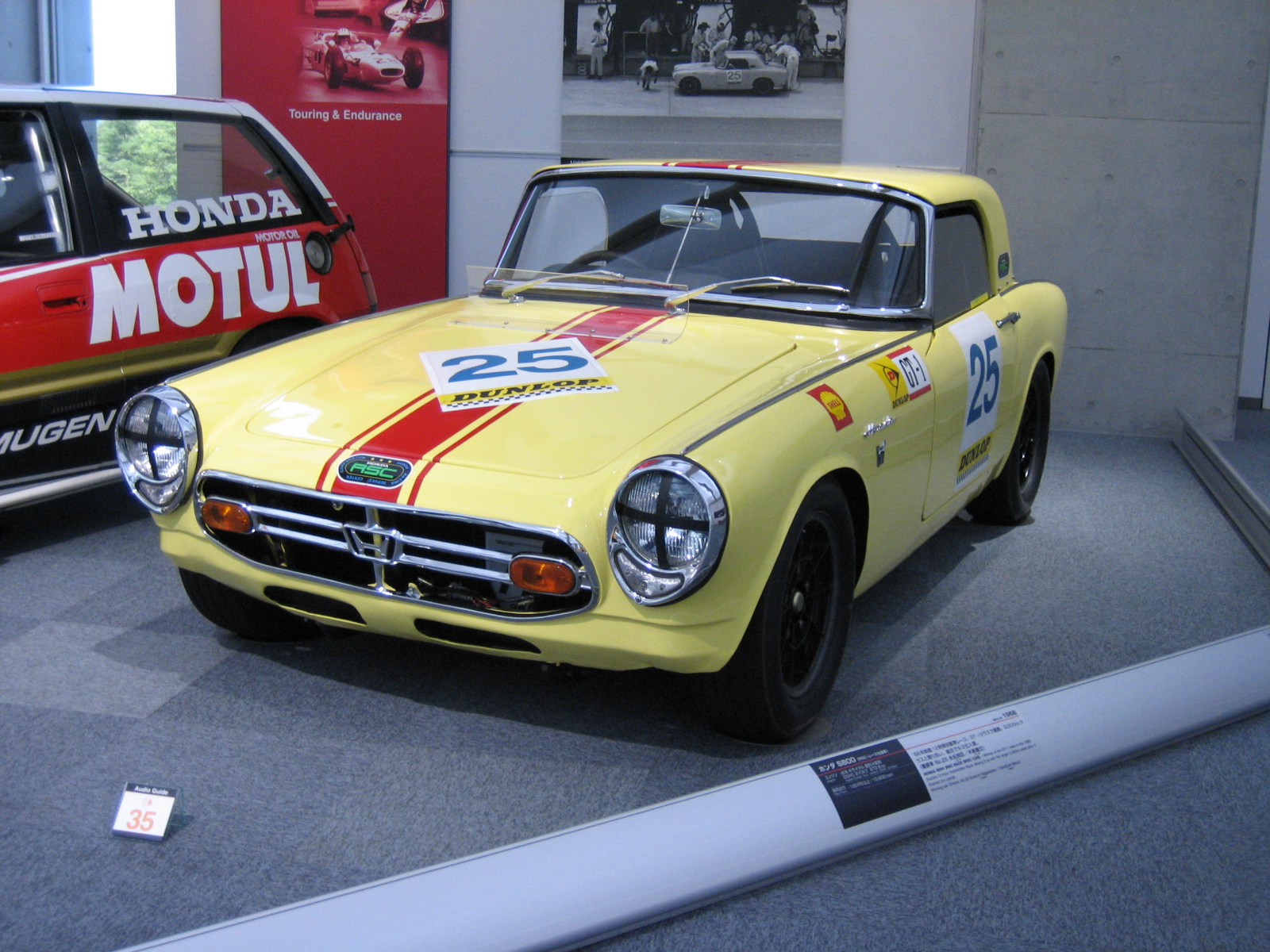
Egzemplarz wyścigowy

Wczesne egzemplarze nadal wykorzystywały przekładnię łańcuchową i niezależne zawieszenie z tyłu, ale po wyprodukowaniu 752 kabrioletów i 242 samochodów w wersji coupe, Honda przełączyła się na bardziej konwencjonalne rozwiązania.

## Silnik
Źródło:
- R4 0,8 l (791 cm³), 2 zawory na cylinder, DOHC
- Układ zasilania: cztery gaźniki
- Średnica cylindra × skok tłoka: 60,00 mm × 70,00 mm
- Stopień sprężania: 9,2:1
- Moc maksymalna według DIN: 67,2 KM (49 kW) przy 7570 obr./min
- Maksymalny moment obrotowy według DIN: 66 N•m przy 5800 obr./min

## Osiągi
- Przyspieszenie 0-80 km/h: 9,4 s
- Przyspieszenie 0-100 km/h: 13,6 s
- Czas przejazdu pierwszych 400 m: 19,2 s
- Prędkość maksymalna: 158 km/h